# Andreas kvarn
Andreas kvarn, ursprungligen Mattonska magasinet, eller Jungfrun, är en tegelbyggnad i kvarteret Jungfrun i Inre hamnen i Norrköping, som uppfördes 1872 av grosshandlaren Carl Henrik Julius Matton (1819-1889) i Stockholm som spannmålsmagasin med plats för 40 000 tunnor spannmål.
Andreas kvarn låg sedan lång tid tillbaka vid nuvarande Gamlebro. Mot slutet av 1800-talet flyttades AB Sankt Andreas Kvarns verksamhet till nuvarande Inre Hamnen i Norrköping och 1921 tog företaget över det Mattonska magasinet, varefter fastigheten byggdes om till kvarnverksamhet. Bland annat byggdes en flygel som bostad och kontor. År 1957 togs byggnaden över av Forsbecks från Skänninge för tillverkning av djurfoder fram till 2016.
Efter en omfattande ombyggnad 2023-2024 finns publika ytor på markplanet och i övrigt bostäder och kontor.